# Bayerbach bei Ergoldsbach
Bayerbach bei Ergoldsbach är en kommun och ort i Landkreis Landshut i Regierungsbezirk Niederbayern i förbundslandet Bayern i Tyskland.
Kommunen ingår i kommunalförbundet Ergoldsbach tillsammans med köpingen Ergoldsbach.